# Anglia (Zeitschrift)

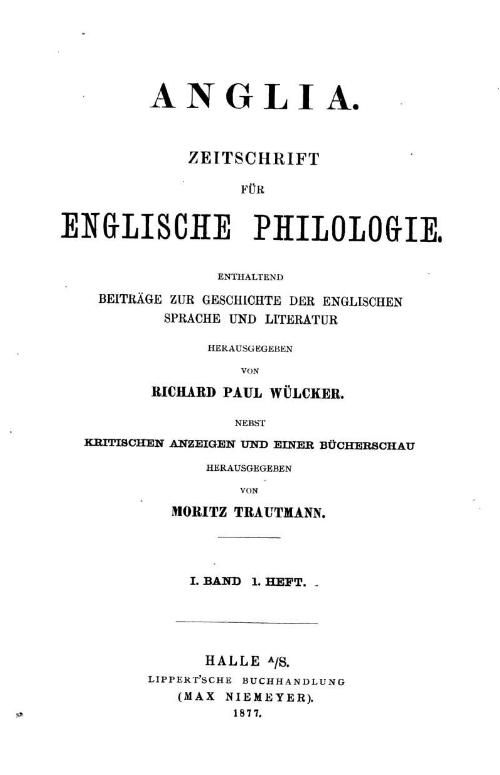
Titelblatt Band 1, Heft 1 von 1877

Das Fachjournal Anglia. Zeitschrift für englische Philologie. Enthaltend Beiträge zur Geschichte der englischen Sprache und Literatur ist die älteste Fachzeitschrift der Anglistik weltweit. Sie deckt den immer noch expandierenden Bereich der englischen Philologie zu einem großen Teil bis heute international ab. Es erscheinen Aufsätze zur englischen Sprache und Sprachgeschichte, zur englischen Literatur des Mittelalters und der Neuzeit, zur amerikanischen Literatur, zu den neuen Literaturen in englischer Sprache und zur allgemeinen und vergleichenden Literaturwissenschaft, auch unter Einschluss kultureller und literaturtheoretischer Aspekte. Ferner veröffentlicht die Anglia regelmäßig Rezensionen zu den genannten Bereichen.

## Geschichte
Die Anglia wurde von Richard Paul Wülker – bis Bd. 7 (1884) schrieb er sich Wülcker – gegründet und herausgegeben nebst Kritischen Anzeigen und einer Bücherschau, die von Moritz Trautmann besorgt wurde. Heft 1 des 1. Bandes erschien laut Titelblatt zwar schon 1877 bei der Lippert'schen Buchhandlung des Verlags Max Niemeyer in Halle an der Saale, der offizielle Erscheinungstermin wird bibliographisch aber mit Bd. 1 (1878) angegeben und erschien bis Bd. 12 (1889) bei Max Niemeyer, Halle/Saale.
Ab Bd. 13 beginnt die Neue Folge der Anglia mit NF Bd. 1=13 (1891), begründet von Rich. P. Wülker und herausgegeben von Ewald Flügel und Gustav Schirmer, ab NF Bd. 3=15 (1893) nurmehr unter Mitwirkung von E. Flügel und herausgegeben von Eugen Einenkel. Er betreute die Anglia bis zu seinem Tode (1930), wobei er ab 1928 unterstützt wurde durch seinen Mitherausgeber Herrmann M. Flasdieck, der die Zeitschrift – über 30 (zum Teil schwierige) Jahre – bis NF 62=76 (1958) herausgab. Ihm standen mit der Übersiedlung des Max Niemeyer Verlages nach Tübingen in den 1950er Jahren ab 1952 zwei Mitherausgeber, Helmut Papajewski und Walter F. Schirmer, zur Seite, die nach dem Tode Flasdiecks 1959 Bogislav von Lindhelm als weiteren Mitherausgeber hinzuwählten. Im gleichen Jahr wurde die Zählung der Neuen Folge der Anglia eingestellt und mit Band 77 durch diese drei Herausgeber bis zum Jahr 1965 fortgeführt.
Während der sich anschließenden 30 Jahre – von Band 84 (1966) bis Band 113 (1995) – bildeten dann Helmut Gneuss, Hans Käsmann, Erwin Wolff und Theodor Wolpers das Herausgeberquartett der Anglia, das seine Verantwortung erst 1996 an seine Nachfolger abgab, die auch den nachfolgendem Übergang des Max Niemeyer Verlages, Tübingen, 2005 an den K. G. Saur Verlag und 2006 an den Verlag Walter de Gruyter GmbH & Co. KG, Berlin, begleiteten.